# 小澤廉
小澤 廉（おざわ れん、1991年〈平成3年〉8月12日 - ）は、日本の俳優・タレント。神奈川県座間市出身。明星大学経済学部卒業。

## 経歴
大学3年生だった2013年2月にスカウトされ芸能界入りする。
2013年4月に朗読劇『戦国ホスト倶楽部』で舞台に初出演、5月にBACSエンターテイメントのグループ・B2takes!に加入する。同年8月に開催されたイベント『BACS AWARD! 2013』でグランプリを獲得。同年10月、『仮面ライダー鎧武/ガイム』のラット役でテレビドラマ初出演。これを俳優デビュー作としている。
2015年、舞台『ダイヤのA The LIVE』の沢村栄純役で主演を務める。
2018年4月より情報バラエティ番組『PON!』内の天気予報コーナーに、火曜日担当のお天気お兄さんとしてレギュラー出演。同年公開の映画『新宿パンチ』と『BD〜明智探偵事務所〜』で主演を務める。11月20日、スケジュールの都合で俳優業とグループ活動の両立が困難な中「俳優業に専念したい」という小澤本人の意志を尊重するとして、12月21日に新宿BLAZEで行われる『B2takes!6周年ワンマンLIVE』を以てB2takes!を卒業することが発表された。
2019年3月末日でBACSエンターテイメントを退所し、株式会社インディペンデントワークスへの移籍を発表した。
2020年6月末日で株式会社インディペンデントワークスを退所し、株式会社アイズへの移籍を発表した。
同年12月14日、未成年女性へのDV行為によりアイズから契約を解除されたことが公式サイトで発表された。
2022年10月8日、芸能活動を再開することを発表した。小澤は活動再開にあたり、直筆の文書で「この約2年間自分を見つめ直し、未熟だったところ、社会人して至らなかったところ、自分のだらしなさを痛感し、猛省致しました。本当に申し訳ございませんでした」などと謝罪した。
2023年6月、「OZAWAREN」名義で、B2takes!!（B2takes!より2018年に改名）への復帰を発表した。

## 人物
身長170cm、血液型はA型。特技はダンス、水泳。高校のときにサッカー部に入部するがレギュラーを取れず退部。後にダンス部に所属してモダンダンスを始め、全国大会に出場した。中学時代に映画鑑賞がきっかけで芸能界に興味を持った。
『FAIRY TAIL』・『ダイヤのA』・『あんさんぶるスターズ!』・『おそ松さん』など、2.5次元ミュージカルの舞台作品を中心に活躍することから、周囲から『2.5次元俳優』と呼ばれた。

## 出演

### 舞台
- 〜朗読☆男子〜春の朗読週間（2013年4月）
- ミュージカル『薄桜鬼』 - 藤堂平助 役
  - 〜黎明録〜（2015年5月 - 6月）
  - 〜新選組奇譚〜（2016年1月）
- ダイヤのA The LIVE（2015年8月） - 主演・沢村栄純 役
  - ダイヤのA The LIVE II（2016年3月 - 4月）
  - ダイヤのA The LIVE III（2016年8月 - 9月）
  - ダイヤのA The LIVE IV（2017年4月）
  - ダイヤのA The LIVE V（2017年9月 - 10月）
- アトラクション公演「WAR→P in fantasy 〜暦星と虹の冠〜」（2015年11月） - 日替わりゲスト[23]
- 私のホストちゃん THE FINAL 〜激突!名古屋栄編〜（2016年1月 - 3月） - 直 役[24]
- ライブ・ファンタジー『FAIRY TAIL』（2016年4月 - 5月） - リオン・バスティア 役[25]
- あんさんぶるスターズ! オン・ステージ（2016年6月） - 主演・明星スバル 役
  - あんさんぶるスターズ! オン・ステージ〜Take your marks!〜（2017年1月）
  - あんさんぶるスターズ! オン・ステージ〜To the shining future〜（2018年1月 - 2月）[26]
  - あんステフェスティバル（2018年9月）
  - あんさんぶるスターズ! オン・ステージ～Night of Blossoming Stars～（2019年12月 - 2020年2月）
- おそ松さん on STAGE 〜SIX MEN’S SHOW TIME〜（2016年9月 - 10月） - 十四松 役[27]
  - おそ松さん on STAGE 〜SIX MEN’S SHOW TIME 2〜（2018年2月 - 3月）
  - 喜劇「おそ松さん」（2018年11月15日 - 20日、日本青年館ホール / 11月23日 - 25日、京都劇場）
  - おそ松さん on STAGE 〜SIX MEN’S SHOW TIME 3〜（2019年11月 - 12月）
  - 喜劇「おそ松さん 其の2」（2020年11月 - 12月、立川ステージガーデン）※全公演中止[28]
- 男水!（2017年5月） - 平光希 役[29]
- 劇団シャイニング from うたの☆プリンスさまっ♪「天下無敵の忍び道」（2017年6月） - 主演・音也衛門 役[30]
  - 劇団シャイニング from うたの☆プリンスさまっ♪「SHINING REVUE」（2018年5月 - 6月） - 音也衛門 役[31]
  - 劇団シャイニング from うたの☆プリンスさまっ♪『Pirates of the Frontier』（2019年3月 - 4月）- イッキ 役[32]
- 夢王国と眠れる100人の王子様 〜Prince Theater〜（2017年7月） - 主演・ティーガ 役[33]
- 音楽活劇「SHIRANAMI」（2019年1月） - 徳川家茂 役[34]
- ひとりしばい（2020年6月28日、ネット配信）
- 舞台「炎炎ノ消防隊」（2020年7月31日 - 8月2日、梅田芸術劇場シアター・ドラマシティ / 8月7日 - 9日、KT Zepp Yokohama） - アーサー・ボイル 役

### テレビドラマ
- 仮面ライダー鎧武/ガイム（2013年10月6日 - 2014年9月28日、テレビ朝日） - ラット 役
- HiGH&LOW〜THE STORY OF S.W.O.R.D.〜 第5話 - 最終話（2015年11月19日 - 12月24日、日本テレビ）
- 男水!（2017年1月22日 - 3月12日、日本テレビ） - 平光希 役[29]
- REAL⇔FAKE - 沢瀬凛 役
  - 1期（2019年9月2日 - 23日、MBS / 9月4日 - 25日、TBS）
  - “One Day’s Diary“ 凛＆翔琉編（2020年10月25日、TBSチャンネル2）
- あおざくら 防衛大学校物語（2019年11月1日 - 29日、MBS 他） - 沖田蒼司 役
- 孤独のグルメ Season8 第6話（2019年11月9日、テレビ東京） - 車夫 役
- チョコレート戦争〜朝に道を聞かば夕べに死すとも可なり〜（2020年1月11日 - 3月28日、tvk） - 主演・仁科智也 役[35]
- 共演NG（2020年10月26日 - 12月7日、テレビ東京） - 加地祐介 役
  - 特別篇（2020年12月14日）

### 配信ドラマ
- 殺したいほど疲れてる!〜「共演NG」のホントにNGな舞台裏〜 第3話（2020年11月9日、Paravi） - 加地祐介 役

### 映画
- ゲバルト（2013年） - 金本 役
- 仮面ライダー×仮面ライダー 鎧武&ウィザード 天下分け目の戦国MOVIE大合戦（2013年） - ラット 役
- 闇金ウシジマくん Part2（2014年）
- マジックナイト（2014年） - カイト 役[3]
- BD〜明智探偵事務所〜（2018年） - 主演・小林芳雄 役
- 新宿パンチ（2018年） - 主演・道場方正 役

### オリジナルビデオ
- 鎧武/ガイム外伝 仮面ライダーデューク/仮面ライダーナックル（2014年） - ラット 役

### テレビアニメ
- A3!（2020年） - 三好一成 役（初代）[36][注釈 1]

### その他のテレビ番組
- ゆるテレ（2013年10月 - 12月、フジテレビ） - ゆるテレBOYS
- オトナの!（2014年12月 - 2015年2月、TBS） - 「eのスピリット」出演者[40]
- BREAK OUT（2014年 - 2016年、テレビ朝日） - 「Candy Boy」一員[41]
- B2takes!TV「チカメンですけど何か?」（2017年4月 - 6月、TOKYOMX2） - B2takes!冠番組
- PON!（2018年4月 - 9月、日本テレビ） - お天気お兄さんとしてレギュラー出演[10]
- ゆる系忍者隊 ニンスマン（2020年10月4日 - 12月13日、テレビ朝日） - 石川黄之介 役

### ゲーム
- A3!（2017年 - 2020年） - 三好一成 役（初代）[注釈 1]

### eスポーツ
- eスポーツチーム「AGP（Actors Gaming Project）」 - REN[42]

### CM
- ムラサキスポーツ TVCM「Snow Wear 2016-2017」（2016年12月）
- ヤマハ発動機「サウナとトリシティでととのった！」篇（2017年7月）
- 日清「酸辣豆腐 旨辛すっぱスープ」（2019年8月）
- タイガー魔法瓶 ショートフィルム「あなたと・・・〜To Be With You〜」（2019年11月） - 山岡大樹 役

### ミュージックビデオ
- OxT「Everlasting Dream」（2020年1月）[43]

## ディスコグラフィ

### キャラクターソング
| 発売日         | 商品名                 | 歌                                                             | 楽曲                                        | 備考                                  |
| -------------- | ---------------------- | -------------------------------------------------------------- | ------------------------------------------- | ------------------------------------- |
| 2017年5月24日  | A3! First SUMMER EP    | 夏組                                                           | 「オレサマ☆夏summer」                       | ゲーム『A3!』関連曲                   |
| 2017年10月4日  | A3! Blooming SUMMER EP | シロ［瑠璃川幸（土岐隼一）］、クロ［三好一成（小澤廉）］       | 「にゃんばれ！にゃにゃにゃにゃ☆にゃん生！」 | ゲーム『A3!』関連曲                   |
| 2017年10月4日  | A3! Blooming SUMMER EP | 三好一成（小澤廉）                                             | 「Summer Time Love」                        | ゲーム『A3!』関連曲                   |
| 2018年10月3日  | A3! VIVID SUMMER EP    | 夏組                                                           | 「夏って☆パリパリ！」                       | ゲーム『A3!』関連曲                   |
| 2018年10月3日  | A3! VIVID SUMMER EP    | キイチ［三好一成（小澤廉）］、ヨシマル［斑鳩三角（廣瀬大介）］ | 「渾沌オーライ！」                          | ゲーム『A3!』関連曲                   |
| 2019年6月26日  | A3! BRIGHT SUMMER EP   | 夏組                                                           | 「Ever☆Blooming!」                          | ゲーム『A3!』関連曲                   |
| 2019年12月18日 | A3! MIX SEASONS LP     | ジョージ［有栖川誉（豊永利行）］、ティム［三好一成（小澤廉）］ | 「彗星とサーカス王」                        | ゲーム『A3!』関連曲                   |
| 2020年5月20日  | Home/オレンジ・ハート  | 夏組                                                           | 「オレンジ・ハート」                        | テレビアニメ『A3!』エンディングテーマ |

### その他参加作品
| 発売日        | 商品名                                                        | 歌 | 楽曲                           | 備考                                                 |
| ------------- | ------------------------------------------------------------- | --- | ------------------------------ | ---------------------------------------------------- |
| 2019年2月20日 | TVアニメ「臨死!!江古田ちゃん」エンディングテーマ曲・第4話     | 小澤廉、江古田ちゃん応援し隊4話担当                                                                              | 「空想い〜ダッタン人の踊り〜」 | テレビアニメ『臨死!!江古田ちゃん』エンディングテーマ |
| 2019年9月25日 | Disney 声の王子様 Voice Stars Dream Selection II              | 小澤廉 | 「アロハ・エ・コモ・マイ 」    |                                                      |
| 2019年9月25日 | Disney 声の王子様 Voice Stars Dream Selection II              | 浅沼晋太郎、天﨑滉平、荒牧慶彦、小澤廉、木村昴、高野洸、立花慎之介、橋本祥平、古川慎、増田俊樹、八代拓、山谷祥生 | 「みんなスター！」             |                                                      |
| 2019年9月25日 | Disney 声の王子様 Voice Stars Dream Selection II Amazon特典CD | 小澤廉 | 「みんなスター！」             |                                                      |

## 書籍

### 雑誌
- Popteen（角川春樹事務所） - メンズモデル

### 写真集
- 月刊MEN『月刊小澤廉×小林裕和』（2017年2月23日、Mファクトリー）[22]ISBN 978-4-86-205903-1
- 小澤廉ファースト写真集 Ren（2017年7月28日、主婦と生活社）ISBN 978-4-39-115040-7